# Siegfried Maronna
Siegfried Maronna (* 28. Januar 1963) ist ein ehemaliger deutscher Fußballspieler.

## Werdegang
Der Mittelfeldspieler kam im Jahre 1982 zum Paderborner Verein TuS Schloß Neuhaus, der gerade in die 2. Bundesliga aufgestiegen war. Am 2. Oktober 1982 gab er sein Profidebüt, als er beim 3:1-Sieg der „Schloßherren“ gegen die Stuttgarter Kickers in der 70. Minute für Reiner Polder eingewechselt wurde. Maronna kam insgesamt auf vier Zweitligaspiele, in denen er ohne Torerfolg blieb. Am Ende der Saison 1982/83 stieg der TuS Schloß Neuhaus als Tabellenletzter aus der 2. Bundesliga ab. Nach zwei weiteren Jahren in Paderborn wechselte Siegfried Maronna im Sommer 1985 zur Hammer SpVg. 1987 folgte dann der Wechsel zum SC Verl, mit dem Maronna im Jahre 1991 Meister der Oberliga Westfalen wurde. Nachdem die Verler in der Aufstiegsrunde zur 2. Bundesliga scheiterten, wechselte Maronna zum FC Gütersloh, den er 1992 mit unbekanntem Ziel verließ.

## Erfolge
- Meister der Oberliga Westfalen: 1991